# Blaga, Iași
Blaga este un sat în comuna Schitu Duca din județul Iași, Moldova, România.